# Gottfried Wilhelm Leibniz
Gottfried Wilhelm Leibniz, nemški filozof, matematik, fizik, pravnik, zgodovinar, jezikoslovec, knjižničar in diplomat lužiškosrbskega porekla, * 1. julij (21. junij, stari koledar) 1646, Leipzig (Lipsk, Lipsko) na Saškem, Nemčija, † 14. november 1716, Hannover.

## Življenje
Leibniz je bil sin Friedricha Leibniza, profesorja etike na Univerzi v Leipzigu. Njegova mati in tretja žena Friedricha, Catharina Schmuck, je bila hčerka pravnika. Po smrti očeta, ko je imel Leibniz 6 let, ga je v celoti vzgajala mati, kar je imelo pomemben vpliv na njegove moralne in religijske vrednote. V starosti 7 let je začel šolanje na Nicolai School v Leipzigu. Čeprav je že v šoli spoznaval osnove latinščine, se je samostojno učil težavnejših stopenj latinščine in grščine; motivacija je po vsej verjetnosti izhajala iz interesa branja očetovih knjig, še posebej del na področju metafizike in teologije, tako od katoliških kot tudi protestantskih piscev. Med šolanjem je spoznaval Aristotelovo logiko in teorijo kategoriziranja znanja, vendar se ni v celoti strinjal z Aristotelovim sistemom, zaradi česar je začel razvijati lastne ideje o izboljšanju sistema.
Leta 1661, v starosti 14 let, je nadaljeval šolanje na Univerzi v Leipzigu, kjer je študiral filozofijo in matematiko, poleg tega pa še retoriko, latinščino, grščino in hebrejščino. Bakalavreat iz filozofije je pridobil leta 1663 na temo De Principio Individui (angleško On the Principle of the Individual), kar je bilo med drugim pomembno za začetek razvoja teorije monad. Po diplomi je odšel v Jeno, kjer je spoznal matematika in filozofa Erharda Weigla ter preko njega začel razumeti pomen matematičnega dokaza v logiki in filozofiji. Oktobra 1663 se je vrnil v Leipzig in začel pripravljati doktorat iz prava. Medtem je opravil magisterij iz filozofije na osnovi disertacije, ki je vsebovala kombinirane vidike filozofije in prava ter njuno zvezo s pomočjo matematičnih idej. Nekaj dni po predstavitvi disertacije je umrla njegova mati. Po pridobitvi bakalavreata v pravu je leta 1666 objavil disertacijo z naslovom O umetnosti sestave (latinsko De arte combinatoria, angleško Dissertation on the combinatorial art), kjer je vse razumevanje in odkrivanje razčlenil na kombinacijo osnovnih elementov, kot so številke, črke in barve. Čeprav je v družbi užival ugled in sloves, je bil njegov doktorat iz prava zavrnjen, verjetno zaradi premajhnega števila mentorjev in mladosti, moral bi počakati vsaj eno leto. Leibniz se s pogoji ni strinjal, zaradi česar je februarja 1667 na Univerzi v Altdorfu uspešno obranil doktorat na temo De Casibus Perplexis (angleško On Perplexing Cases).
Mesto profesorja na Univerzi v Altdorfu je zavrnil zaradi drugačnih načrtov. Krajši čas je delovalo kot tajnik Nürnberške alkemijske družbe, nato pa je spoznal barona Johanna Christiana von Boineburga. Od novembra 1667 je živel v Frankfurtu, kjer je delal za Boineburga kot tajnik, knjižničar, odvetnik in svetovalec, bil pa je tudi družinski prijatelj. V naslednjih letih se je loteval različnih znanstvenih, literarnih in političnih projektov, poleg tega pa je nadaljeval svojo pravno kariero, s poudarkom na izboljšanju rimskega prava. Čeprav je bil Boineburg katolik, Leibniz pa luteran, je slednji s Boineburgovo podporo napisal več monografij z religijsko vsebino, večinoma glede odnosov med cerkvama.
Eden od dolgoročnih ciljev je bilo zbiranje in kombiniranje različnega znanja. Začel se je ukvarjati z gibanjem, in čeprav je po eni strani poskušal rešiti problem pri razlagi Wrenovih in Huygensovih rezultatov, je po drugi strani začel razvijati abstraktne zamisli o gibanju. Leta 1671 je objavil Domneva nove fizike (latinsko Hypothesis Physica Nova, angleško New Physical Hypothesis), v katerem je, tako kot Kepler, pojasnjeval, da je gibanje odvisno od duše. Leta 1672 je v Parizu študiral matematiko in fiziko pod Huygensovim mentorstvom. Udeleževal se je tudi diplomatskih odprav v Franciji in Angliji. Pariz je zapustil oktobra 1676. Pomemben je bil tudi t. i. Projekt Harz v letih 1678-1679, ki je vključeval črpanje vode iz rudnikov v gorovju Harza s pomočjo mlinov na veter in moči vode za pogon črpalk. Kljub neuspešnosti projekta je Leibniz dosegel pomembne rezultate na področju geologije; med drugim je osnoval hipotezo, po kateri je bila Zemlja v nastanku sprva staljena.
Veliko dela je vložil v promoviranje znanstvenih združb, še posebno v Berlinu, Dresdenu, Dunaju in Sankt Peterburgu. Leta 1700 je uspel prepričati Friderika I. Pruškega, da ustanovi Brandenburško združbo znanosti. Nekaj let pozneje je bila ustanovljena tudi Berlinska akademija, po njegovi smrti pa še Dunajska akademija in Sankt Peterburška akademija. Preostanek življenja, z izjemo mnogih potovanj, je preživel v Hannovru.

## Delo na področju filozofije
V filozofiji je bil predstavnik racionalizma. Trdil je, da vse izjave pripadajo bodisi sintetičnim sodbam bodisi analitičnim sodbam. Tako pri ugotavljanju, ali je sodba resnična ali ne, bodisi razlikujemo dejstva bodisi to ugotovimo brez raziskave dejstev preko tega, ali sodba resnična ali neresnična sama po sebi. Tovrstno razlikovanje je bilo v središču empiristične tradicije filozofije, ki je nastala v času med Leibnizem in Kantom, pa tudi v središču Kantove filozofije. V 20. stoletju je postala temelj logičnega pozitivizma. Sčasoma je začelo prevladovati mnenje, da sta vsa logika in matematika sestavljeni iz analitičnih sodb, vso znanje o empiričnem svetu pa iz sintetičnih sodb, kar je močno vplivalo na način raziskovanja obeh področjih.
Izhajajoč iz takega razlikovanja je vpeljal pojem alternativnih možnih svetov, pri katerem je možen vsaki svet oz. jih je neskončno, vendar sočasno ne bi mogli obstajati oz. uresničenje ene možnosti izključi uresničenje druge. Take možnosti imenujemo tudi so-možnosti. Tako celota katerekoli vrste somožnosti sestavlja možni svet. Leibniz je v delu Teodiceja zapisal, da bi Bog lahko ustvaril katerikoli možno svet, vendar se je kot popolno bitje odločil, da bo ustvaril najboljšega izmed možnih. Tako je svet s svobodno volje boljši od tistega, kjer tega ni, s čemer pojasnjuje prisotnost krivice in zla v svetu. Njegovemu stališču se je posmehoval Voltaire v romanu Kandid, v katerem doktor Pangloss nenehno ponavlja, da je »v najboljšem vseh možnih svetov vse najboljše urejeno.«
Druga misel, ki jo je Leibniz uveljavil v filozofiji, je t. i. načelo zadostnega razloga. Za vse, kar biva, mora obstajati razlog, zakaj biva, in za vsako resnično trditev mora obstajati razlog, zakaj jo sprejemamo kot resnično. Tako se mora za primerno razlago vsake stvari najprej poiskati zadosten razlog zanjo, tj. v posameznem primeru se mora najprej ugotoviti, v katero vrsto resni sodi (analitična ali sintetična), nato pa raziskati vrsto zadosnega razloga.

### Teorija monad
Leibniz je bil prepričan, da temeljne sestavine snovi oz. materije niso materialne, temveč so nematerialna središča. Točke pripravljenosti za dejavnost, ki sestavljajo bivajočo materijo, je razumel kot »točke« zavesti, ki zavzemajo točke v prostoru. Imenoval jih je monade (iz grške besede monádes, enota ali enost), ki ne sodelujejo med seboj (ljudje npr. nismo deležni vzajemne zavesti), vendar pa jih je Bog ustvaril za skupno življenje v istem svetu in s tem zaukazal harmonijo delovanja. Monade se močno razlikujejo med seboj po intenzivnosti, od tistih, ki sestavljajo anorgansko materijo na spodnjem koncu lestvice, do človeškega duha in najprej do Boga, ki je najvišja monada.

## Delo na področju matematike
Leibniz je prvi uporabil znak · za produkt in znak : za kvocient. Leta 1673 je sestavil računski stroj, ki je znal tudi množiti in deliti. Opiral se je na stroj, ki ga je izumil Blaise Pascal, francoski matematik in filozof. Med svojim prvim bivanjem v Londonu od januarja do marca 1673 ga je predstavil Kraljevi družbi. 
Skupaj z Newtonom velja za začetnika sodobnega infinitezimalnega računa, kar je njegov najpomembnejši dosežek v matematiki. Leta 1676 ga je razvil neodvisno od Newtona. Leibnizove razprave z matematiki, ki so sodili v Newtonov krog, so pozneje pripeljale do spora, katerega jedro je bilo, kateri je prvi utemeljil infinitezimalni račun. Kraljeva družba se je leta 1711 odločila za Newtona, vendar spor v resnici nikoli ni bil rešen.
Leta 1675 je Leibniz razdelal prvi konvergenčni kriterij za vrste v zgodovini matematike, kriterij za alternirajoče vrste. V njem je implicitno uporabil sodobno definicijo konvergence.
Raziskoval je razvoje števil v verižne ulomke.

## Sinologija
Leibniz velja za začetnika sinologije. Verjetno je bil prvi evropski intelektualec, ki se je zanimal za kitajsko civilizacijo. Dopisoval si je z evropskimi krščanskimi misijonarji nastanjenimi na Kitajskem in bral njihova dela. Zaključil je, da se lahko Evropejci veliko naučijo iz konfucijanske etične tradicije. Razmišljal je o možnosti, da so kitajski znaki nezavedna oblika njegove univerzalne karakteristike. Z navdušenjem je zapisal kako heksagrami iz I Činga odgovarjajo dvojiškim številom od 0 do 111111, in poudaril da je ta odslikava dokaz glavnih kitajskih dosežkov v smislu filozofske matematike, ki jo je občudoval.

## Priznanja

### Poimenovanja
Po njem se imenuje udarni krater Leibnitz na Luni in asteroid glavnega pasu 5149 Leibniz.